# Incidentul cu nava USS Liberty

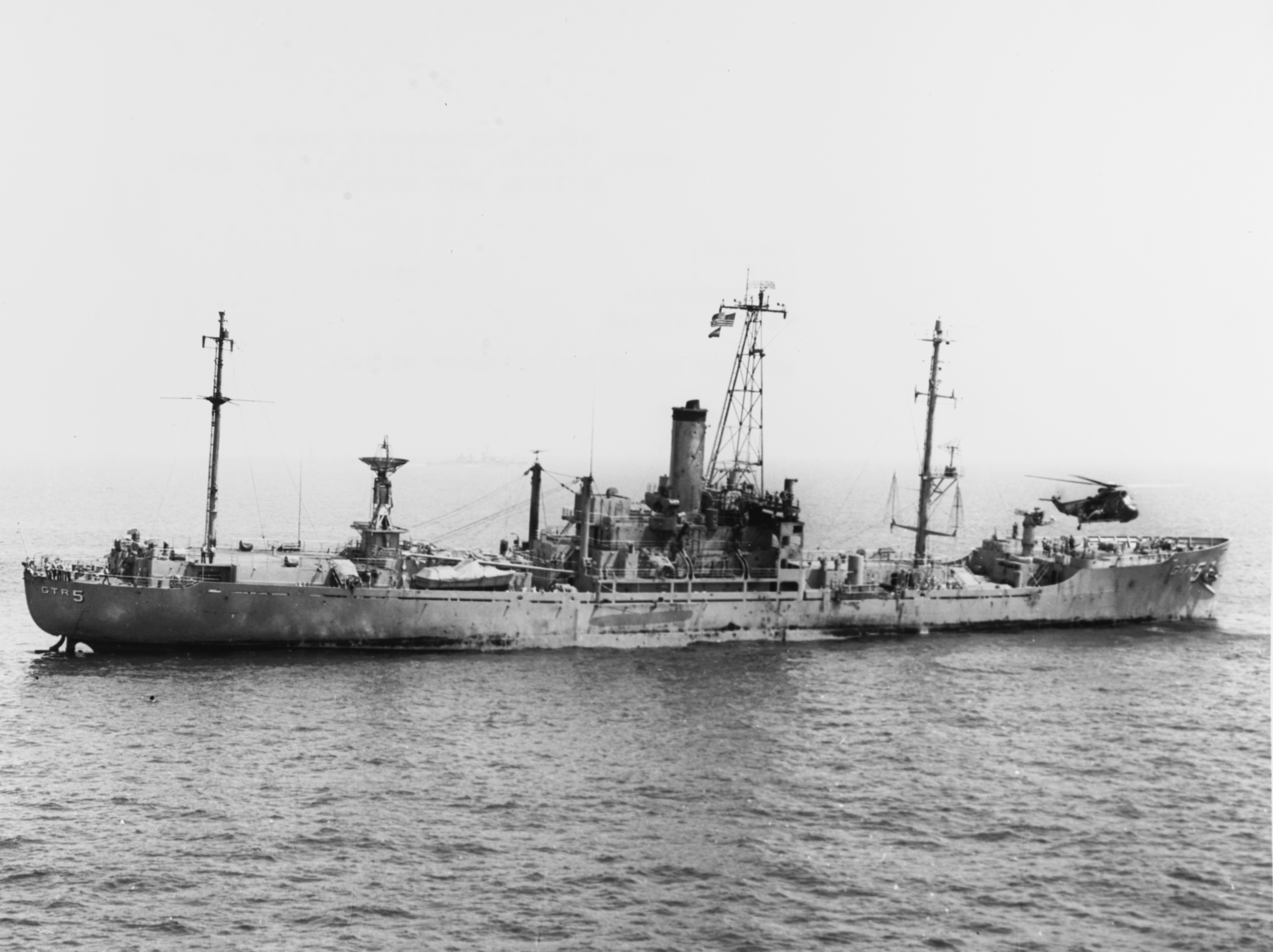
Nava avariată USS Liberty, așa cum se prezenta a doua zi după incident

Incidentul cu nava USS Liberty a avut loc la 8 iunie 1967 și l-a constituit atacul întreprins de marina și aviația israleliană asupra navei americane de spionaj USS Liberty.
A avut loc în perioada Războiului arabo-israelian (cunoscut și ca Războiul de Șase Zile).
Incidentul nu a fost investigat niciodată de guvernul american, varianta oficială fiind faptul că israelienii au confundat vasul american cu unul egiptean.
Nava de spionaj, bine marcată cu steagul american (vezi imaginea) și doar ușor înarmată, a fost atacată mai întâi de avioanele israeliene. Liberty a încercat să ceară ajutor prin radio, dar o aeronavă israeliană a blocat transmisiile. În cele din urmă, nava a reușit să ia contact cu USS  Saratoga și 12 avioane americane de atac au fost trimise pentru a apăra Liberty de Armata Israeliană.